# What About Us (Pink)
What About Us è un singolo della cantautrice statunitense Pink, pubblicato il 10 agosto 2017 come primo estratto dal settimo album in studio Beautiful Trauma.
Il brano è valso alla cantante la quindicesima nomination nella sua carriera ai Grammy Awards, nella categoria di miglior interpretazione pop solista.

## Descrizione
What About Us è stata descritta dai critici come una ballata club alquanto malinconica.

## Accoglienza
Patrick Cowley per Billboard afferma che la canzone «è la sua cruda autenticità», proseguendo, «invece di dare il via con un singolo esplosivo, Pink ha optato per qualcosa di più sobrio. In apparenza, i testi sono letti dal punto di vista di qualcuno in una relazione turbolenta, ma possono essere interpretati altrettanto facilmente come una richiesta di guida in questo clima politico confuso». La rivista trova infatti un riferimento nel brano Dear Mr. President, rivolta all'ex presidente George W. Bush, citando le righe «Siamo venuti quando ci hai chiamati/ Ma l'uomo ci ha ingannato/ Questo è abbastanza» che potrebbero essere rivolte al presidente Donald Trump, essendo la cantante in favore di Hillary Clinton. Però il giornalista conclude «è possibile che abbia guardato oltre le linee del partito per creare un inno che racchiude la disperazione del mondo».
Rolling Stone descrive il brano come «una ballata che si trasforma in un emozionante inno da pista da ballo, pieno di tamburi martellanti e di una splendida gamma di sintetizzatori».
USA Today intitola l'articolo «Il potente video di Pink What About Us racconta la storia di un'America ferita». Infatti il video viene letto come «la storia di una generazione perduta, i suoi temi rispecchiano il dolore dei tanti americani che si sentono abbandonati e inascoltati nella società odierna».

## Video musicale
Il video musicale è stato reso disponibile tramite il canale Vevo-YouTube della cantante il 16 agosto 2017. Il video è stato candidato per l'MTV Video Music Award al miglior video pop del 2018.
Il video si apre con l'audio delle proteste e dei comizi politici (tra cui Chris Christie che presenta il futuro presidente della repubblica Donald Trump al Congresso Nazionale Repubblicano) avvenuti durante le elezioni presidenziali negli Stati Uniti d'America del 2016, durante i quali appaiono i ballerini dagli angoli degli edifici come figure scure e tenebrose. Pink e i ballerini combattono, urlano, ballano davanti alle auto della polizia e fissano sotto i riflettori di un elicottero che si libra nel cielo.

## Tracce
Testi e musiche di Pink, Johnny McDaid e Steve Mac.
Download digitale
1. What About Us – 4:29

Download digitale – Tiësto's AFTR:HRS Remix
1. What About Us (Tiësto's AFTR:HRS Remix) – 4:02

Download digitale – Remixes EP
1. What About Us (Cash Cash Remix) – 3:53
2. What About Us (Madison Mars Remix) – 3:33
3. What About Us (Pink Panda Remix) – 3:19
4. What About Us (Barry Harris Remix) – 3:41

CD singolo (Germania, Austria e Svizzera)
1. What About Us (Main Version) – 4:32
2. What About Us (Instrumental Version) – 4:32

## Formazione
Musicisti
- Pink – voce
- Steve Mac – tastiera
- Johnny McDaid – chitarra
- Chris Laws – batteria

Produzione
- Steve Mac – produzione
- Chris Laws – ingegneria del suono
- Dann Pursey – ingegneria del suono
- Gabe Burch – assistenza all'ingegneria del suono
- Matt Dyson – assistenza all'ingegneria del suono
- Șerban Ghenea – missaggio
- John Hanes – assistenza al missaggio

## Classifiche

### Classifiche settimanali
| Classifica (2017-18) | Posizione massima |
| -------------------- | ----------------- |
| Australia            | 1                 |
| Austria              | 3                 |
| Belgio (Fiandre)     | 2                 |
| Belgio (Vallonia)    | 2                 |
| Canada               | 6                 |
| Croazia              | 2                 |
| Danimarca            | 21                |
| Filippine            | 61                |
| Francia              | 19                |
| Germania             | 3                 |
| Grecia               | 7                 |
| Irlanda              | 5                 |
| Italia               | 5                 |
| Lettonia             | 44                |
| Libano               | 2                 |
| Lussemburgo          | 1                 |
| Norvegia             | 20                |
| Nuova Zelanda        | 9                 |
| Paesi Bassi          | 9                 |
| Polonia              | 1                 |
| Portogallo           | 8                 |
| Regno Unito          | 3                 |
| Repubblica Ceca      | 6                 |
| Romania              | 6                 |
| Russia               | 177               |
| Slovacchia           | 10                |
| Slovenia             | 1                 |
| Spagna               | 55                |
| Stati Uniti          | 13                |
| Svezia               | 15                |
| Svizzera             | 1                 |
| Ucraina              | 3                 |
| Ungheria             | 7                 |

### Classifiche di fine anno
| Classifica (2017) | Posizione |
| ----------------- | --------- |
| Australia         | 33        |
| Austria           | 40        |
| Belgio (Fiandre)  | 29        |
| Belgio (Vallonia) | 45        |
| Canada            | 59        |
| Francia           | 121       |
| Germania          | 39        |
| Islanda           | 50        |
| Italia            | 87        |
| Paesi Bassi       | 62        |
| Polonia           | 45        |
| Portogallo        | 83        |
| Regno Unito       | 54        |
| Romania           | 66        |
| Slovenia          | 30        |
| Stati Uniti       | 84        |
| Svizzera          | 25        |
| Ungheria          | 62        |
| Classifica (2018) | Posizione |
| Belgio (Fiandre)  | 77        |
| Belgio (Vallonia) | 95        |
| Croazia           | 11        |
| Islanda           | 57        |
| Romania           | 45        |
| Slovenia          | 29        |
| Svizzera          | 88        |
| Ucraina           | 25        |